# Witch house
Witch house (también conocido como Drag o Haunted house) es un microgénero de música electrónica con temática y estética visual oscura y ocultista que surgió a finales del 2000 y principios de 2010. La música está fuertemente influenciada por paisajes sonoros de hip-hop chopped and screwed, experimentación industrial y de noise, además de presentar uso de sintetizadores, cajas de ritmos, samples oscuros, repetición de zumbidos y voces fuertemente alteradas, etéreas e indiscernibles.
La estética visual del witch house incluye ocultismo, brujería, chamanismo, obras de arte inspiradas por el horror, y el terror, collages y fotografías, así como el uso significativo de mensajes ocultos y elementos tipográficos como símbolos Unicode. Muchos trabajos hechos por artistas visuales de witch house incorporan temas, de películas de terror como The Blair Witch Project, la serie de televisión Twin Peaks, vídeos de la dark web inspirados en el horror y celebridades de la cultura pop mainstream. Los elementos tipográficos comunes en los nombres de artista y canción incluyen triángulos, cruces y símbolos Unicode, que son vistos por algunos como un método para mantener la escena underground y más difícil de buscar en Internet, así como referencias a la serie de televisión Twin Peaks y Charmed.

## Influencias y estilo
El witch house aplica las técnicas arraigadas en el hip-hop chopped and screwed ritmos drásticamente disminuidos con saltos, beats con tiempos de parada— de artistas tales como Dj Screw acoplado con elementos de otros géneros tales como ethereal wave, noise, drone, y shoegaze..También es influenciado por las bandas inspiradas en el post punk de los años 80 incluyendo Cocteau Twins, The Cure, Christian Death, Dead Can Dance y The Opposition. así como ser fuertemente influenciados por ciertas bandas experimentales y de Industrial, Psychic TV y Coil. El uso de caja de ritmos hip-hop, atmósfera noise, samples siniestros, melodías principales de synthpop oscuro, reverb denso y voces con bajos, distorsionados y fuertemente alterados; son las principales características del sonido del género.
Muchos artistas del género han lanzado remixes en Backmasking y con ritmo disminuido de canciones pop y hip-hop, o mezclas largas de canciones diferentes que se han ralentizado significativamente.

## Orígenes y etimología

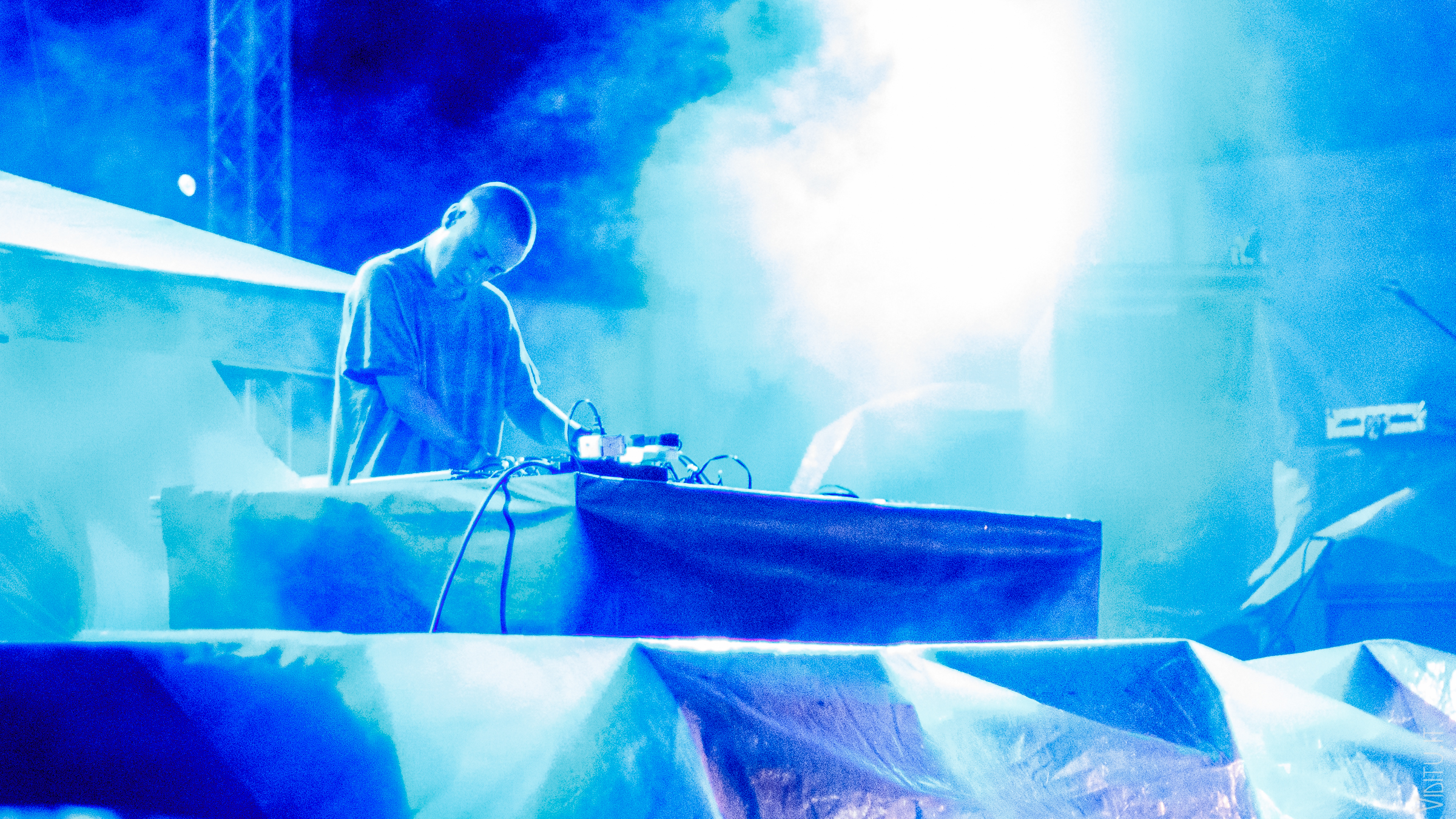
Holy Other es uno de los artistas más importantes y pioneros del Witch House

El término witch house fue insertado en el 2009 por Travis Egedy, quien se desempeña bajo el nombre de Pictureplane. El nombre fue originalmente concebido como una broma, como Egedy explica: «Yo y mi amigo Shams [...] bromeábamos sobre el tipo de música house que hacíamos, [llamándolo] witch house porque es como, música house de temática ocultista. [...] Hice esta cosa de lo mejor del año con Pitchfork sobre el witch house [...] Yo estaba diciendo que éramos bandas de witch house, y que el 2010 iba a ser el año del witch house [...] Despegó de allí [...] Pero, en ese momento, cuando dije witch house, ni siquiera existía realmente...». Poco después de ser mencionado a Pitchfork, los blogs y la prensa de música mainstream comenzaron a utilizar el término. Flavorwire dijo que a pesar de la insistencia de Egedy, «el género existe ahora, para bien o para mal».
Algunos periodistas musicales, junto con algunos miembros de bandas musicales identificados como pertenecientes al movimiento actual del género, consideran al witch house como una falsa etiqueta para un microgénero, construido por ciertas publicaciones en la prensa musical —incluyendo The Guardian, Pitchfork y varios blogs de música—.
El género también se conectó brevemente con el término "rape gaze", cuyo uso serio fue públicamente denunciado por sus creadores, que nunca esperaban que se utilizara como un género real, pero lo consideraron simplemente una broma para burlarse de la tendencia de la prensa musical hacia la creación de micro géneros.

## Lista de artistas
| - ∆AIMON - AXIUS LINK - Balam Acab - Bathaus - Blvck Ceiling - BLACK WRIST - BRUXA - Clams Casino - Crim3s - Crystal Castles - EPILEPTICS - Evil Symbols - eyedoublecross - Fraunhofer diffraction - Glass Teeth (estilizado como GL▲SS †33†H) - GLOOM HAZE - GrillGrill (estilizado como GR†LLGR†LL) - High Park - Holy Other - Horse MacGyver (inicialmente ///▲▲▲\\\) - Humanfobia - IC3PEAK - IDTAL - LAKE R▲DIO - LYUBA (estilizado con ŁɎᵾɃȺ) - Mater Suspiria Vision - Máscara (estilizado como M△S▴C△RA) - Micro Naps - Modern Witch - MORGVE - oOoOO - (((О))) [Skaen] - Ponyboy (Antonio Urdiales) - powwoww - Purity Ring - PVTY KERRY - Radost Moja - Ritualz (estilizado como †‡†) - Sco - Salem (estilizado como S4LEM) - Silver Strain - Sidewalks and Skeletons - SORC3RY - Sycorax - THE WIZARD - UNISON - Vril Ya ( estilizado como ▼HRIL Y▲) - Voodoo Crystals - Vortex Rikers - Wiicca - White Ring - Zola Jesus - Zorrorifico |

## Lista de sellosWitch house
| - Aural Sects - Anima Farm Aural - Black Bvs Records - Dagger Forest - Disaro - Equilateral records - EK4T3 Collective - Hexx9 Records - NIGHT TERRORS - Phantasma Disques - Pendu Sound - Skull Triangle Skull - Teapression Waves - Tatuana Producciones - Witchcore - Witch Spectra - Wizard of Darkness - Unnatural Vibes - UNTITLED BURIAL - YOUTH1984 |